# Florian Wellbrock
Florian Wellbrock (Bremen, 19 augustus 1997) is een Duitse zwemmer. Hij vertegenwoordigde zijn vaderland op de Olympische Zomerspelen 2016 in Rio de Janeiro.

## Carrière
Bij zijn internationale debuut, op de wereldkampioenschappen openwaterzwemmen 2015 in Kazan, eindigde Wellbrock als vijfde op de 5 kilometer. Op de Europese kampioenschappen kortebaanzwemmen 2015 in Netanja strandde de Duitser in de series van de 1500 meter vrije slag.
Tijdens de Olympische Zomerspelen van 2016 in Rio de Janeiro werd hij uitgeschakeld in de series van de 1500 meter vrije slag. In Windsor nam Wellbrock deel aan de wereldkampioenschappen kortebaanzwemmen 2016. Op dit toernooi strandde hij in de series van zowel de 400 als de 1500 meter vrije slag.
Op de wereldkampioenschappen zwemmen 2017 in Boedapest eindigde de Duitser als zevende op de 800 meter vrije slag, op de 1500 meter vrije slag werd hij uitgeschakeld in de series. Tijdens de Europese kampioenschappen kortebaanzwemmen 2017 in Kopenhagen kwalificeerde hij zich voor de finale van de 1500 meter vrije slag, maar meldde hij zich vervolgens af voor deze finale, op de 400 meter vrije slag strandde hij in de series.
In Glasgow nam Wellbrock deel aan de Europese kampioenschappen zwemmen 2018. Op dit toernooi veroverde hij de gouden medaille op de 1500 meter vrije slag en de bronzen medaille op de 800 meter vrije slag, samen met Leonie Beck, Sarah Köhler en Sören Meißner sleepte hij de zilveren medaille in de wacht op de landenwedstrijd openwater.
Op de wereldkampioenschappen zwemmen 2019 in Gwangju werd de Duitser wereldkampioen op zowel de 1500 meter vrije slag als de 10 kilometer openwater, op de 800 meter vrije slag werd hij uitgeschakeld in de series.

## Internationale toernooien
| Jaar | Olympische Spelen    | WK langebaan                                             | WK kortebaan                             | EK langebaan                                         | EK kortebaan                               |
| ---- | -------------------- | -------------------------------------------------------- | ---------------------------------------- | ---------------------------------------------------- | ------------------------------------------ |
| 2015 |                      | 5e 5 km openwater                                        |                                          |                                                      | 15e 1500m vrije slag                       |
| 2016 | 32e 1500m vrije slag |                                                          | 32e 400m vrije slag 17e 1500m vrije slag | geen deelname                                        |                                            |
| 2017 |                      | 7e 800m vrije slag 17e 1500m vrije slag                  |                                          |                                                      | 13e 400m vrije slag serie 1500m vrije slag |
| 2018 |                      |                                                          | geen deelname                            | 800m vrije slag · 1500m vrije slag · Landenwedstrijd |                                            |
| 2019 |                      | 17e 800m vrije slag · 1500m vrije slag · 10 km openwater |                                          |                                                      | 4-8 december                               |

## Persoonlijke records
Bijgewerkt tot en met 1 augustus 2019
Kortebaan
| Afstand          | Tijd     | Datum            | Plaats          |
| ---------------- | -------- | ---------------- | --------------- |
| 400m vrije slag  | 03.41,57 | 3 november 2018  | Kristiansand    |
| 800m vrije slag  | 07.40,58 | 6 augustus 2017  | Berlijn         |
| 1500m vrije slag | 14.28,19 | 22 december 2018 | Sint-Petersburg |

Langebaan
| Afstand          | Tijd     | Datum           | Plaats    |
| ---------------- | -------- | --------------- | --------- |
| 400m vrije slag  | 03.45,59 | 12 april 2019   | Stockholm |
| 800m vrije slag  | 07.43,03 | 15 april 2019   | Stockholm |
| 1500m vrije slag | 14.36,15 | 5 augustus 2018 | Glasgow   |